# Besleria obtusa
Besleria obtusa är en tvåhjärtbladig växtart som beskrevs av Conrad Vernon Morton. Besleria obtusa ingår i släktet Besleria och familjen Gesneriaceae. Inga underarter finns listade i Catalogue of Life.